# Fickle Friends
Fickle Friends est un groupe britannique de rock indépendant, originaire de Brighton, Sussex de l'Est, en Angleterre.

## Histoire
Le groupe se forme en 2013, et se compose de Natassja Shiner (chant, clavier), Harry Herrington (basse, chœurs), Sam Morris (batterie) et Jack Wilson (claviers). Natassja rencontre Sam au Liverpool Institute for Performing Arts et Chris, Harry et Jack l'année suivante au BIMM de Brighton.
Après deux ans de tournée au Royaume-Uni et en Europe sans label ni éditeur et 53 festivals en deux ans, Fickle Friends signe chez Polydor. Le groupe enregistre son premier album à Los Angeles avec Mike Crossey et sort le 16 mars 2018 lors d'une tournée promotionnelle au Royaume-Uni. Le premier album de Fickle Friends, You Are Someone Else, sort le 16 mars de la même année et entre à la 9e place du UK Albums Chart. 
En 2022 sort leur deuxième album studio, Are We Gonna Be Alright?. En juillet 2024, Fickle Friends annonce son retour en studio. Peu de temps après, des extraits de trois nouveaux morceaux sont dévoilés, qui feraient partie de leur troisième album studio. Le premier single Feral de leur troisième album studio sort le 31 octobre 2024. Le deuxième single, Dream, sort le 12 décembre 2024. 

## Discographie

### Albums studio
- 2018 : You Are Someone Else
- 2022 : Are We Gonna Be Alright?

### EP
- 2015 : Velvet
- 2017 : Glue
- 2018 : You Are Someone Else: Versions
- 2018 : Broken Sleep
- 2021 : Weird Years: Season 1
- 2021 : Weird Years: Season 2

### Singles
- 2014 : Swim
- 2014 : Play
- 2014 : For You
- 2015 : Could Be Wrong
- 2015 : Say No More
- 2016 : Cry Baby
- 2016 : Brooklyn
- 2017 : Hello Hello
- 2017 : Glue
- 2017 : Hard to Be Myself
- 2018 : Heartbroken (featuring Amber Run)
- 2018 : Broken Sleep
- 2018 : The Moment
- 2018 : San Francisco
- 2019 : Amateurs
- 2020 : Pretty Great
- 2020 : Eats Me Up
- 2020 : What A Time
- 2020 : 92
- 2020 : Million
- 2021 : Not in the Mood
- 2021 : Cosmic Coming of Age
- 2021 : Love You to Death
- 2021 : Alone
- 2021 : Yeah, Yeah, Yeah
- 2021 : My Favourite Day